# Џенингс Лоџ (Орегон)
Џенингс Лоџ (енгл. Jennings Lodge) насељено је место без административног статуса у америчкој савезној држави Орегон.

## Демографија
По попису из 2010. године број становника је 7.315, што је 279 (4,0%) становника више него 2000. године.
| Група             | 2000.         | 2010.         |
| Белци             | 5.945 (84,5%) | 6.013 (82,2%) |
| Афроамериканци    | 61 (0,9%)     | 114 (1,6%)    |
| Азијати           | 100 (1,4%)    | 132 (1,8%)    |
| Хиспаноамериканци | 758 (10,8%)   | 813 (11,1%)   |
| Укупно            | 7.036         | 7.315         |